# Bubba Franks
Pour les articles homonymes, voir Franks.
(en) Statistiques sur pro-football-reference
Bubba Franks (né le 6 janvier 1978) est un joueur de Football américain qui évolue au poste de Tight end.

## Université
Franks a joué au sein de l'équipe de Football américain de l'Université de Miami, où il s'est fait remarquer pour ses réceptions à une main. Il a été très productif en 1997, 1998 et 1999, améliorant le record de touchdowns pour un Tight end de son université avec 12 unités.
Franks a intégré la Draft NFL en 2000 où il a été sélectionné dès le premier tour, en 14e position, par les Packers de Green Bay

## Carrière NFL
Après une première saison prometteuse mais décevante en NFL, il participe au Pro Bowl dès sa deuxième saison au cours de laquelle il marque 9 touchdowns. Franks a participé à 3 Pro Bowl en 2001, 2002 et 2003. Victime de nombreuses blessures aux genoux et au cou, il a manqué une bonne partie de la saison 2005. Néanmoins, il a signé en 2005 un contrat le liant aux Packers de Green Bay jusqu'en 2012 pour un montant d'environ 28 millions de dollars.
Au cours de sa carrière en NFL, Franks a reçu 213 passes pour un total de 1 936 yards et 29 touchdowns. À l'aube de la saison 2006, il est le deuxième meilleur Tight End de l'histoire de son équipe au nombre de réceptions et le meilleur au nombre de touchdowns.